# Basilianus uedai
Basilianus uedai là một loài bọ cánh cứng trong họ Passalidae. Loài này được Kon & Johki miêu tả khoa học năm 1991.